# José Jiménez Ruiz
José Jiménez Ruiz (Madrid, 24 de maig de 1946) és un general espanyol pertanyent a l'Exèrcit de l'Aire d'Espanya del que va ser Cap del seu Estat Major des del 18 de juliol de 2008 fins al 28 de juliol de 2012.

## Biografia
És Diplomat d'Estat Major de l'Aire i pilot de transport. Ha estat destinat en el 401 Esquadró de les Forces Aèries fins a 1983, en què va ser ascendit a comandant. Va exercir diverses funcions en la Subsecretaria de Defensa, l'Estat Major de l'Aire, la Direcció general de Política de Defensa i el 45 Grup de Forces Aèries on va ser ascendit a tinent coronel en 1989. La seva següent destinació va ser en la Missió Militar Espanyola a Norfolk (EUA). Com a coronel (1997) va estar destinat en el Comandament de Suport Logístic de l'Exèrcit de l'Aire i va ser cap del 45 Grup de Forces Aèries. Va ser ascendit a general de brigada en 2001 passant a l'Estat Major Conjunt de la Defensa. A partir de 2005 com a general de divisió va assumir la Direcció de personal de l'Exèrcit de l'Aire i en setembre de 2006 la prefectura del Comandament Aeri de Canàries.
Des de juliol de 2008 fins al 28 de juliol de 2012 va ser Cap d'Estat Major del Exèrcit de l'Aire, sent substituït pel general Francisco Javier García Arnáiz.

## Condecoracions militars i civils
- Gran Creu del Mèrit Aeronàutic (distintiu blanc)
- Gran creu de l'Orde del Mèérit Naval amb distintiu blanc.
- Orde de Sant Hermenegild:
  -  Cavaller gran creu de l'Orde de Sant Hermenegild
  -  Placa de l'Orde de Sant Hermenegild
  -  Encomana de l'Orde de Sant Hermenegild
  -  Creu de l'Orde de Sant Hermenegild
- Tres Creus al Mèrit Aeronàutic (Distintiu Blanc)
- Medalla del Sàhara (Zona de Combat)
- Medalla de l'Alliberament de Kuwait
- Creu de Plata de l'Orde del Mèrit del Cos de la Guàrdia Civil
- Gran Oficial de la Creu del Mèrit Aeronàutic de la República Federativa de Brasil
- Comanador de número de l'Orde d'Isabel la Catòlica
- Orde del Mèrit Civil
- Orde del Mèrit Policial